# Konventionen om deltidsarbete
Konventionen om deltidsarbete (ILO:s konvention nr 175 om deltidsarbete, Part-Time Work Convention) är en konvention som antogs av Internationella arbetsorganisationen (ILO) den 24 juni 1994. Den består av 19 artiklar som syftar till att ge ett visst skydd åt deltidsanställda. I juli 2014 hade 14 länder ratificerat konventionen.
Konventionen om deltidsarbete stadgar i artikel fyra att deltidsanställda ska ha samma anställningsskydd som heltidsanställda vad gäller a) rätten att organisera sig, att förhandla kollektivt och få fackliga förtroendeuppdrag; b) säkerhets- och hälsoskydd på arbetet samt c) skydd mot diskriminering vid anställning och arbete.
Konventionen förbjuder lägre lön till delstidsanställda (omräknat till heltidslön) samt sämre förmåner som sjuklön och mammaledighet. Artikel tio föreskriver att övergång från heltid till deltid, och vice versa, i möjligaste mån ska vara frivillig för den anställde. I artikel elva står det att konventionen ska implementeras i lag eller genom kollektivavtal.

## Ratificering
| Land                    | Datum            |
| Albanien                | 19 juni 2003     |
| Australien              | 5 september 2011 |
| Bosnien och Hercegovina | 7 augusti 2010   |
| Cypern                  | 11 december 1997 |
| Finland                 | 2 april 1999     |
| Guyana                  | 10 augusti 1997  |
| Ungern                  | 2 februari 2010  |
| Italien                 | 28 mars 2000     |
| Luxemburg               | 22 februari 2001 |
| Mauritius               | 5 juni 1996      |
| Nederländerna           | 2 februari 2001  |
| Portugal                | 3 mars 2006      |
| Slovenien               | 15 maj 2001      |
| Sverige                 | 3 juli 2002      |